# Liptovská Sielnica
Liptovská Sielnica (maďarsky Szielnic) je obec na Slovensku v okrese Liptovský Mikuláš. Žije v ní 589 obyvatel. První písemná zmínka o původní obci, zaplavené přehradou, pochází z roku 1256. Součástí obce jsou také katastrální území Liptovská Mara, Parížovce (obce vsi zatopeny nádrží Liptovská Mara) a Sestrč.
Obec, ležící na severním břehu přehrady Liptovská Mara, byla postavena asi dva kilometry severně od původní obce, rovněž zaplavené přehradou. Slavnostně otevřena byla v dubnu 1974. V obci stojí evangelický a moderní římskokatolický kostel svatého Cyrila a Metoděje. Ve správním území obce leží chráněný areál Sielnický borovicový háj a zasahuje do něj část chráněného areálu Ratkovo.

## Rodáci
- Samuel Ambrozi (1748–1806) – publicista, redaktor a evangelický kněz
- Ján Maršalko (1878–1951) – slovenský sociálnědemokratický politik
- Andrej Plávka (1907–1982) – básník a spisovatel
- Juraj Babka (1868–1942) – evangelický učitel, básník
- Samo Bohdan Hroboň (1820–1894) – básník, folklorista, překladatel, jazykovědec, představitel mesiášské linie slovenského romantismu